# Daniella Rush
Daniella Rush (ur. 17 września 1976 w Sušice) – czeska modelka i aktorka filmów pornograficznych.

## Życiorys

### Wczesne lata
Urodziła się w Sušicach. Po ukończeniu szkoły podstawowej przeniosła się do Czeskich Budziejowic, gdzie ukończyła gimnazjum, a następnie kontynuowała dalszą edukację na Wydziale Lekarskim w Pilźnie filii Uniwersytetu Karola. Dorabiała jako tancerka w różnych klubach erotycznych, aby uzyskać dodatkowe pieniądze na studia wyższe. Ponadto, z powodzeniem pracowała także jako modelka. Ostatecznie trafiła do Dream Entertainment na sesję zdjęciową do czasopism pornograficznych, których właścicielem był Oldřich Widman. 

### Kariera
Od 1999 wraz z trzema innymi koleżankami z branży - Sylvią Tomčalovą (Silvia Saint), Monicą Listopadovą (Monica Sweetheart) i Andreą Absolonovą (Lea De Mae) stworzyła grupę, która zyskała miano „The Dream Team”. Początkowo występowała w niemieckich produkcjach, w tym Extrem 13: Sandwich Faust und heiße Pisse (1998) Harry’ego S. Morgana czy Faust Fucker - Schlampen mit der Faust gefickt (1999) Gabriela Pontello. W 1999 pojawiała się w filmach: Rocco Siffrediego, Christopha Clarka i World Sex Tour 19: Cannes, France z Lexingtonem Steele i Markiem Davisem, Anabolic Video Nasty Nymphos 27 z Erikiem Everhardem i Jonem Dough, Private Media Group Matador 3 (2000). Wzięła udział w kilku produkcjach International Film Group (IFG): w odcinku Gothix (2000, reż. José María Ponce) - pt. Ciało rybackie (Los Pescadores de Cuerpos) w scenie z pięcioma rybakami, Sex Meat (2001, reż. Narcis Bosch) i Sexo en el divan (2001, reż. Dani Rodríguez) z Tonim Ribasem.
Była gościem w reality show Max, portrait d’un serial-niqueur (2000). 
Z biegiem czasu udało jej się zdobyć pozycję w branży porno nie tylko w Europie, ale przede wszystkim w Stanach Zjednoczonych. W 2000 na prestiżowym międzynarodowym festiwalu erotycznym w Cannes we Francji została nominowana do francuskiej nagrody Hot d’Or dla najlepszej europejskiej nowej gwiazdy, w której wygrała jej koleżanka Silvia Saint, zanim w 2001 otrzymała nagrodę Hot d’Or dla najlepszej aktorki europejskiej za występ w filmie Orgia w kolorze czarnym (Orgie en noir, 2000). W 2001 na targach Erotica Sex zdobyła również nagrodę dla najlepszej czeskiej i najlepszej europejskiej aktorki.
Jesienią 2004 na festiwalu erotycznym Prague Erotica Sex w Pradze została wyróżniona nagrodą Złotej Gwiazdy (Zlatá Hvězda) za ogólny wkład w przemysł pornograficzny.

## Życie prywatne
W czerwcu 2002 przeżyła poważny wypadek samochodowy, doznała urazu kręgosłupa i uszkodziła rdzeń kręgowy, w wyniku czego poruszała się na wózku inwalidzkim, co oznaczało koniec jej pracy w branży erotycznej. Pomogli jej koledzy z branży, Steve Holmes i Axel Braun, oferując swoje pieniądze. We wrześniu tego samego roku, po operacji kręgosłupa, została przeniesiona ze szpitala do zakładu rehabilitacyjnego, gdzie przeszła kompleksowe leczenie połączone z treningiem. Dzięki specjalnej protezie była w stanie prowadzić samochód, a także zjeżdżać na nartach. W 2005 ukończyła Wyższą Szkołę Medyczną i podjęła pracę w szpitalu w Pradze jako terapeutka.

## Nagrody i nominacje
| Rok  | Nagroda                     | Kategoria                                               | Film                                                                           | Inni wykonawcy                   | Rezultat  |
| ---- | --------------------------- | ------------------------------------------------------- | ------------------------------------------------------------------------------ | -------------------------------- | --------- |
| 2000 | Hot d’Or                    | Najlepsza europejska nowa gwiazda                       | –                                                                              | –                                | Nominacja |
| 2000 | AVN Award                   | Najlepsza scena seksu w produkcji zagranicznej          | Euro Angels Hardball 3: Anal Therapy (1999), reż. Christoph Clark              | Nikki Anderson i Christoph Clark | Nominacja |
| 2001 | Cave Awards                 | Najgorętsza gwiazda porno                               | –                                                                              | –                                | Nominacja |
| 2001 | Prague Erotica Sex (Czechy) | Najlepsza czeska aktorka                                | –                                                                              | –                                | Wygrana   |
| 2001 | Prague Erotica Sex (Czechy) | Najlepsza europejska aktorka                            | –                                                                              | –                                | Wygrana   |
| 2001 | Hot d’Or                    | Najlepsza europejska aktorka                            | Orgia w kolorze czarnym (Orgie en noir, 2000), reż. Olvidie                    | –                                | Wygrana   |
| 2001 | Ninfa                       | Najlepsza aktorka drugoplanowa                          | Orgia w kolorze czarnym (Presas del orgasmo/Orgie en noir, 2000), reż. Olvidie | –                                | Nominacja |
| 2002 | Prague Erotica Sex (Czechy) | Najlepsza czeska aktorka - Zlatá Hvězda (Złota Gwiazda) | –                                                                              | –                                | Wygrana   |
| 2002 | AVN Award                   | Najlepsza scena seksu w produkcji zagranicznej          | Face Dance Obsession (2000), reż. John Stagliano                               | Hakan Serbes i Nacho Vidal       | Nominacja |
| 2003 | AVN Award                   | Najlepsza wykonawczyni roku                             | –                                                                              | –                                | Nominacja |
| 2003 | AVN Award                   | Najlepsza scena seksu grupowego - film                  | Women of the World (2001), reż. Nicholas Steele                                | Victoria Style i Steve Drake     | Nominacja |
| 2004 | Prague Erotica Sex (Czechy) | Nagroda za całokształt twórczości                       | –                                                                              | –                                | Wygrana   |